# Antonio Luna Rodríguez
Antonio Manuel Luna Rodríguez (Son Servera, 17 de marzo de 1991), más conocido como Antonio Luna, es un futbolista español que juega como defensa en el Antequera C. F. de la Primera Federación.

## Carrera
Criado en la localidad sevillana de Pedrera, debutó con el primer equipo del Sevilla F. C. ante la U. D. Almería en la última jornada de la Liga 2009-10. Jugó el partido completo, y el Sevilla se clasificó para la Liga de Campeones de la UEFA gracias al postrero gol de Rodri Ríos. 
Su actuación hizo que el entrenador Antonio Álvarez confiara en él por la baja de Adriano en un evento de la magnitud de una final de Copa del Rey en la que jugó también el partido completo contribuyendo a que su equipo se alzara con el triunfo. Fue internacional español con la selección sub-18, debutando en el Estadio de Wembley contra Inglaterra. 
Siendo jugador del Sevilla F. C. fue cedido hasta en dos ocasiones, primero en las filas de la U. D. Almería y, más tarde, en el R. C. D. Mallorca.
En 2013, tras salir del club sevillista, tuvo su experiencia en el extranjero de la mano del Aston Villa F. C. en el que jugó 17 partidos en la Premier League. Durante la temporada 2014-15 disfrutó de dos cesiones en clubes italianos, en el Hellas Verona, no llegó a debutar en la Serie A, y el Spezia Calcio 1906, 4 partidos en la Serie B el mismo curso 2014-15.
En verano de 2015 firmó con la S. D. Eibar en el que jugó durante dos temporadas. Se despidió del club vasco a través de las redes sociales el 18 de mayo de 2017. Firmó días después por el Levante Unión Deportiva.
Formó parte de las filas del conjunto levantinista durante dos temporadas y durante la 2019-20 fue cedido al Rayo Vallecano de la Segunda División. En las filas del conjunto rayista disputó 21 partidos.
En las siguientes temporadas siguió en la categoría de plata del fútbol español. El curso 2020-21 lo jugó en el Girona Fútbol Club y de cara al 2021-22 firmó con el F. C. Cartagena por dos años. En el primero de ellos disputó 13 partidos, siendo de los jugadores que menos participación tuvieron durante la campaña.
El 16 de julio de 2022 firmó por el Volos F. C. de Grecia. Allí estuvo hasta el final de la temporada 2023-24, momento en el que quedó libre. Entonces estuvo varios meses sin equipo y en octubre fichó por el F. C. Dinamo de Bucarest. Tras su salida de este equipo volvió a España y el 1 de agosto de 2025 se unió al Antequera C. F.

## Clubes
| Club                        | País       | Año       |
| --------------------------- | ---------- | --------- |
| Sevilla Atlético            | España     | 2009-2011 |
| Sevilla F. C.               | España     | 2011-2013 |
| U. D. Almería (cesión)      | España     | 2011      |
| R. C. D. Mallorca (cesión)  | España     | 2013      |
| Aston Villa F. C.           | Inglaterra | 2013-2015 |
| Hellas Verona (cesión)      | Italia     | 2014-2015 |
| Spezia Calcio 1906 (cesión) | Italia     | 2015      |
| S. D. Eibar                 | España     | 2015-2017 |
| Levante U. D.               | España     | 2017-2020 |
| Rayo Vallecano (cesión)     | España     | 2019-2020 |
| Girona F. C.                | España     | 2020-2021 |
| F. C. Cartagena             | España     | 2021-2022 |
| Volos F. C.                 | Grecia     | 2022-2024 |
| F. C. Dinamo de Bucarest    | Rumania    | 2024-2025 |
| Antequera C. F.             | España     | 2025-     |

## Palmarés

### Títulos nacionales
| Título               | Club          | País   | Año  |
| -------------------- | ------------- | ------ | ---- |
| Copa del Rey Juvenil | Sevilla F. C. | España | 2009 |
| Copa del Rey         | Sevilla F. C. | España | 2010 |

### Distinciones individuales
| Distinción                             | Año  |
| -------------------------------------- | ---- |
| Premio Draft Oro (lateral izquierdo)   | 2011 |
| Premio Draft Plata (lateral izquierdo) | 2012 |

## Condena judicial
En 2021 fue condenado, junto con Sergi Enrich, por un delito de descubrimiento y revelación de secretos, por la difusión de un vídeo de contenido sexual sin consentimiento y condenado a dos años de prisión.